# 17. Nemzetközi Fizikai Diákolimpia
A 17. Nemzetközi Fizikai Diákolimpiát (1986) Angliában, Londonban 1986. július 13. és július 20. között rendezték. Huszonegy ország (újoncok: Kína, USA) százkét versenyzője vett részt.
A magyar csapat három III. díjat (bronzérmet) szerzett, ezzel 4. lett az országok közötti pontversenyben. 

(Az elérhető maximális pontszám: 5×50=250 pont volt)

## Országok eredményei pont szerint
|     | Ország               | Pont | Arany | Ezüst | Bronz |
| --- | -------------------- | ---- | ----- | ----- | ----- |
| 1.  | Szovjetunió          | 163  | 3     | 1     | 1     |
| 2.  | Románia              | 137  | 1     | 2     | 1     |
| 3.  | Egyesült Királyság   | 125  | 0     | 1     | 2     |
| 4.  | Magyarország         | 124  | 0     | 0     | 3     |
| 5.  | NSZK                 | 121  | 0     | 0     | 3     |
| 6.  | Hollandia            | 118  | 0     | 0     | 2     |
| 7.  | Lengyelország        | 115  | 0     | 0     | 1     |
| 8.  | Egyesült Államok     | 110  | 0     | 0     | 3     |
| 9.  | Csehszlovákia        | 109  | 0     | 0     | 2     |
| 10. | NDK                  | 107  | 0     | 0     | 1     |
| 11. | Bulgária             | 92   | 0     | 0     | 0     |
| 12. | Svédország           | 80   | 0     | 0     | 0     |
| 13. | Kína (3 versenyző)   | 79   | 0     | 1     | 1     |
| 14. | Törökország          | 78   | 0     | 0     | 1     |
| 15. | Finnország           | 76   | 0     | 0     | 0     |
| 16. | Ausztria             | 70   | 0     | 0     | 0     |
| 17. | Kanada               | 66   | 0     | 0     | 0     |
| 18. | Jugoszlávia          | 62   | 0     | 0     | 0     |
| 19. | Norvégia             | 54   | 0     | 0     | 0     |
| 20. | Kuba                 | 41   | 0     | 0     | 0     |
| 21. | Izland (4 versenyző) | 31   | 0     | 0     | 0     |

## A magyar csapat
A magyar csapat tagjai voltak:
| Név             | Iskola                            | Város      | Évfolyam | Pontszám | Díj   |
| --------------- | --------------------------------- | ---------- | -------- | -------- | ----- |
| Kántor Zoltán   | Katona József Gimnázium           | Kecskemét  | IV.      | 28,94    | Bronz |
| Jakovác Antal   | Apáczai Csere János Gimnázium     | Budapest   | IV.      | 27,52    | Bronz |
| Kaiser András   | Fazekas Mihály Gyakorló Gimnázium | Budapest   | IV.      | 25,8     | Bronz |
| Leitereg András | Móricz Zsigmond Gimnázium         | Szentendre | IV.      | 21,9     |       |
| Tasnádi Tamás   | I. István Gimnázium               | Budapest   | III.     | 19,76    |       |

A csapat vezetői Honyek Gyula és Gnädig Péter voltak.